# 7,7 cm KiH
Il 7,7 cm Kanone in Haubitzelafette, abbreviato in 7,7 cm KiH, era un pezzo di artiglieria campale da 77 mm impiegato dall'Esercito tedesco nella prima guerra mondiale.
Era costituito dall'accoppiamento della canna del cannone campale 7,7 cm FK 16 con l'affusto dell'obice 10,5 cm FH 98/09, in modo da ottenere una elevazione ed una gittata maggiore dei vecchi 7,7 cm FK 96. Gli Alleati catturarono un esemplare il 17 aprile 1916, ma non è certo né il numero prodotto né se quest'arma rimase in servizio dopo l'introduzione del 7,7 cm FK 16.